# Thomas Damuseau
Thomas Damuseau (Grenoble, 18 de març de 1989) és un ciclista francès, que fou professional del 2011 al 2015.

## Palmarès
- 2013
  - Classificació de la Muntanya al Critèrium del Dauphiné

### Resultats al Giro d'Itàlia
- 2013. 53è de la classificació general